# Bitwa pod Zynkowem
Bitwa pod Zinkowem – bitwa stoczona 28 listopada 1683 pod Zinkowem na Ukrainie. Wojska koronne hetmana Andrzeja Potockiego rozgromiły czambuł tatarski.